# Sede titolare di Salamina
Salamina (in latino Saliminensis) è una sede titolare arcivescovile della Chiesa cattolica, vacante dal 18 dicembre 1995.

## Storia
Salamina era un'antica città cipriota, sede del metropolita della Chiesa autocefala di Cipro. Distrutta da un terremoto attorno al 340, la città fu ricostruita e chiamata Costanza (Constantia) in onore dell'imperatore Costanzo II; infine fu definitivamente distrutta nel 647 dagli Arabi. Per questo motivo, il metropolita spostò la sua sede a Famagosta, mantenendo il titolo di Salamina-Costanza, fino all'arrivo degli eserciti crociati alla fine del XII secolo. Con l'istituzione delle diocesi latine nell'isola, il metropolita fu relegato ad un ruolo marginale e confinato in Carpasia. In seguito alla conquista ottomana dell'isola, i metropoliti trasferirono la loro sede a Nicosia, che era stata la capitale cipriota durante la dominazione latina. Il Santo Sinodo della Chiesa cipriota nel 2007 ha restaurato la metropolia di Costanza e Famagosta (Costantia-Ammochostos), ripristinando così dopo otto secoli la sede che fu dell'apostolo san Barnaba.

## Cronotassi dei vescovi
Dal I al XIII secolo i vescovi di Salamina sono stati metropoliti di Cipro.

### Arcivescovi titolari
- Gregorio de Sanctis, C.R. † (31 luglio 1606 - 24 ottobre 1611 nominato vescovo di Belcastro)
- Giovanni Battista Piccolomini † (18 febbraio 1630 - 20 giugno 1633 nominato vescovo di Chiusi)
- Brandimaro Tomasi † (26 settembre 1633 - ? deceduto)
- Quintiliano Gentilucci † (12 aprile 1649 - ? deceduto)
- Camillo Sanseverino, C.R. † (19 ottobre 1676 - 30 ottobre 1679 deceduto)
- Ulisse Rossi † (1º settembre 1681 - ?)
- Ascanio Blasi † (11 dicembre 1702 - 26 gennaio 1705 nominato vescovo di Civita Castellana e Orte)
- Venanzio Simi, O.S.B. † (2 marzo 1705 - 2 maggio 1718 deceduto)
- Włodzimierz Czacki † (12 agosto 1879 - 25 settembre 1882 nominato cardinale presbitero di Santa Pudenziana)
- Patrick John Ryan † (29 gennaio 1884 - 8 luglio 1884 nominato arcivescovo di Filadelfia)
- Arsène Aïdynian † (15 marzo 1887 - 21 luglio 1902 deceduto)
- Dominique Jacquet, O.F.M.Conv. † (25 febbraio 1904 - 3 febbraio 1931 deceduto)
- Leo Peter Kierkels, C.P. † (23 marzo 1931 - 7 novembre 1957 deceduto)
- Joseph Kuo Joshih, C.D.D. † (4 dicembre 1959 - 18 dicembre 1995 deceduto)